# Берія Лаврентій Павлович
Лавре́нтій Па́влович Бе́рія (груз. ლავრენტი ბერია; 17 (29) березня 1899, с. Мерхеулі, Кутаїська губернія, Російська імперія — 23 грудня (?) 1953, Москва, РРФСР, СРСР) — радянський державний та політичний діяч. Входив у найближче оточення Сталіна. Голова НКВС (1938—1945), Генеральний комісар державної безпеки СРСР (30 січня 1941 — 6 липня 1945), перший секретар ЦК КП Грузії (1931—1938). Маршал Радянського Союзу (9 липня 1945), Герой Соціалістичної Праці (1943), лауреат Сталінської премії (1949). Був куратором найважливіших галузей оборонної промисловості, у тому числі всіх розробок, які стосувались створення ядерної зброї. Член ЦК ВКП(б) у 1934—1953 р. Кандидат у члени Політичного бюро ЦК ВКП(б) у березні 1939 — березні 1946 р. Член Політичного бюро ЦК ВКП(б) у березні 1946 — липні 1953 р. Член Центрального виконавчого комітету СРСР 7-го скликання. Депутат Верховної Ради СРСР 1—3-го скликань (1937—1953), член Президії Верховної Ради СРСР. Депутат Верховної Ради УРСР 2—3-го скликань.
Після смерті Сталіна вже в червні 1953 Берію було заарештовано за звинуваченням у шпигунстві та змові з метою захоплення влади. За офіційним повідомленням, розстріляний за вироком суду в грудні 1953 р., хоча ймовірно, був убитий одразу після чи під час арешту 26 червня 1953 року.

## Біографія
Народився в селі Мерхеулі Сухумського району (Грузія, Абхазія) в бідній селянській сім'ї, батько — Павло Хухайович Берія (1872—1922). Грузин (мегрел). У червні 1915 р., закінчивши Сухумське вище початкове училище, Лаврентій Берія поїхав до Баку, де працював креслярем у конторі промислів Нобеля в Балаханському районі. У вересні 1915 року вступив до Бакинського середнього механіко-будівельного технічного училища, яке закінчив у 1919 році. З 17 років він утримував матір і глухоніму сестру, які переїхали до нього.
У березні 1917 року вступив у РСДРП(б). У липні — грудні 1917 служив в російській армії техніком-практикантом, старшим десятником гідротехнічної організації на Румунському фронті.
У квітні — серпні 1918 року працював у секретаріаті Бакинської ради, У вересні — грудні 1918 року — конторник Кавказького нафтового товариства у Баку. У грудні 1918 — травні 1919 р. — учень Бакинського політехнічного училища.
У червні — серпні 1919 р. — співробітник Бакинської контррозвідки, у вересні — грудні 1919 р. — співробітник Бакинської митниці.
У грудні 1919 — квітні 1920 р. — організатор, керівник осередку техніків в Бакинській організації РКП(б). У квітні — травні 1920 р. — уповноважений реєстраційного відділу Кавказького фронту при Реввійськраді 11-ї армії. Потім направлений на підпільну роботу до Грузії. У червні 1920 року арештований, але на вимогу радянського повпреда С. М. Кірова звільнений і висланий до Азербайджану.
У серпні — жовтні 1920 р. — керівник справами ЦК КП(б) Азербайджану. У 1920—1922 роках вчився в Політехнічному інституті, закінчив лише два курси. З жовтня 1920 по лютий 1921 р. — відповідальний секретар ЧК з експропріації буржуазії і поліпшення побуту робітників у Баку. У 1921 — 1922 рр. — заступник начальника, начальник таємно-політичного відділу й заступник голови Азербайджанської ЧК. У 1922 — 1924 рр. — начальник таємно-оперативної частини й заступник голови Грузинської ЧК. У 1924 — 1927 рр. — начальник таємно-політичного відділу повноважного представництва ОДПУ в ЗСФСР. У грудні 1926 року Берія призначений головою ГПУ Грузинської РСР і заступником голови ГПУ ЗСФСР. У березні — листопаді 1931 р. — голова Закавказького ГПУ і повноважний представник ОДПУ СРСР у ЗСФСР.
З 14 листопада 1931 по 31 серпня 1938 — 1-й секретар ЦК КП(б) Грузії та одночасно з 31 жовтня 1931 року — 2-й секретар, а 17 жовтня 1932 — 23 квітня 1937 року — 1-й секретар Закавказького крайового комітету ВКП(б).
Став широко відомий після виходу його книги «До питання про історію більшовицьких організацій у Закавказзі», де роль Й. В. Сталіна в революційному русі перебільшена у багато разів. Влітку 1933, коли на Сталіна, що відпочивав в Абхазії, було здійснено замах, Берія закрив його своїм тілом (нападник був убитий на місці, історія ця до кінця не розкрита). З лютого 1934 р. — член ЦК ВКП(б). На Х з'їзді КП(б) Грузії (червень 1937) заявив: «Хай знають вороги, що всякий, хто спробує підняти руку проти волі нашого народу, проти волі партії Леніна-Сталіна, буде нещадно зім'ятий і знищений».
22 серпня 1938 Берія був призначений 1-м заступником наркома внутрішніх справ СРСР М. І. Єжова. Було одразу зрозуміло, що саме його Сталін призначив замінити «залізного наркома», який вже зробив свою справу: провів найширокомасштабніше чищення радянського партійного апарату.
29 вересня 1938 очолив Головне управління державної безпеки (ГУДБ) НКВС СРСР. 8 грудня 1938 року Берія змінив Єжова на посту наркома, зберігши за собою безпосереднє керівництво ГУДБ. Лише 17 грудня 1938 р. він призначив на ГУДБ свого висуванця В. Н. Меркулова. Майже наполовину оновив апарат НКВС, замінивши соратників Єжова особисто собі зобов'язаними людьми. Провів звільнення з таборів частини «необґрунтовано засуджених». У 1939 р. з таборів звільнено 223,6, з колоній — 103,8 тисяч осіб. Одночасно було арештовано до 200 тисяч осіб, не враховуючи депортованих із західних областей Білорусі і України. За наполяганням Берії були розширені права Особливої наради при наркомові по ухваленню позасудових вироків. При Берії (у січні 1939) з'явився письмовий дозвіл Сталіна про застосування тортур і биття заарештованих. У березні 1939 р. Берія став кандидатом у члени, а в березні 1946 — членом Політбюро ЦК КПРС.
З 3 лютого 1941 Берія, не залишаючи посади наркома, став заступником голови Ради народних комісарів (з 1946 — Ради міністрів) СРСР, але одночасно з його підпорядкування були виведені органи державної безпеки, що склали самостійний наркомат. З початком Німецько-радянської війни НКВС і НКДБ були знову об'єднані під керівництвом Берії. 30 червня 1941 Берія увійшов до складу Державного комітету оборони (ДКО), з травня 1944 по вересень 1944 р. він був також заступником голови ДКО. По лінії ДКО на Берію покладався контроль за виробництвом зброї, боєприпасів і мінометів, а також (разом з Г. М. Маленковим) за випуском літаків і авіамоторів.
16 жовтня 1941 за особистим розпорядженням Берії в Бутирській в'язниці навіть без видимості суду були розстріляні 138 ув'язнених (що займали раніше високі посади), а потім ще декілька сотень. 10 травня 1944 р. Берія представив Сталіну доповідь із пропозицією виселити татар із території Криму, пізніше здійснював загальне керівництво виселенням чеченів, інгушів, татар, німців тощо.
3 грудня 1944 йому було доручено «спостереження за розвитком робіт по урану». З 20 серпня 1945 по березень 1953 — голова Спеціального комітету при ДКО (пізніше при РНК і Раді міністрів СРСР). Після закінчення війни Берія, у руках якого концентрувалося керівництво багатьма відомствами, 29 грудня 1945 залишив пост міністра, передавши його C. Н. Круглову. Під керівництвом та за безпосередньої участі Берії була створена перша в СРСР атомна бомба (випробована 29 серпня 1949 р.)

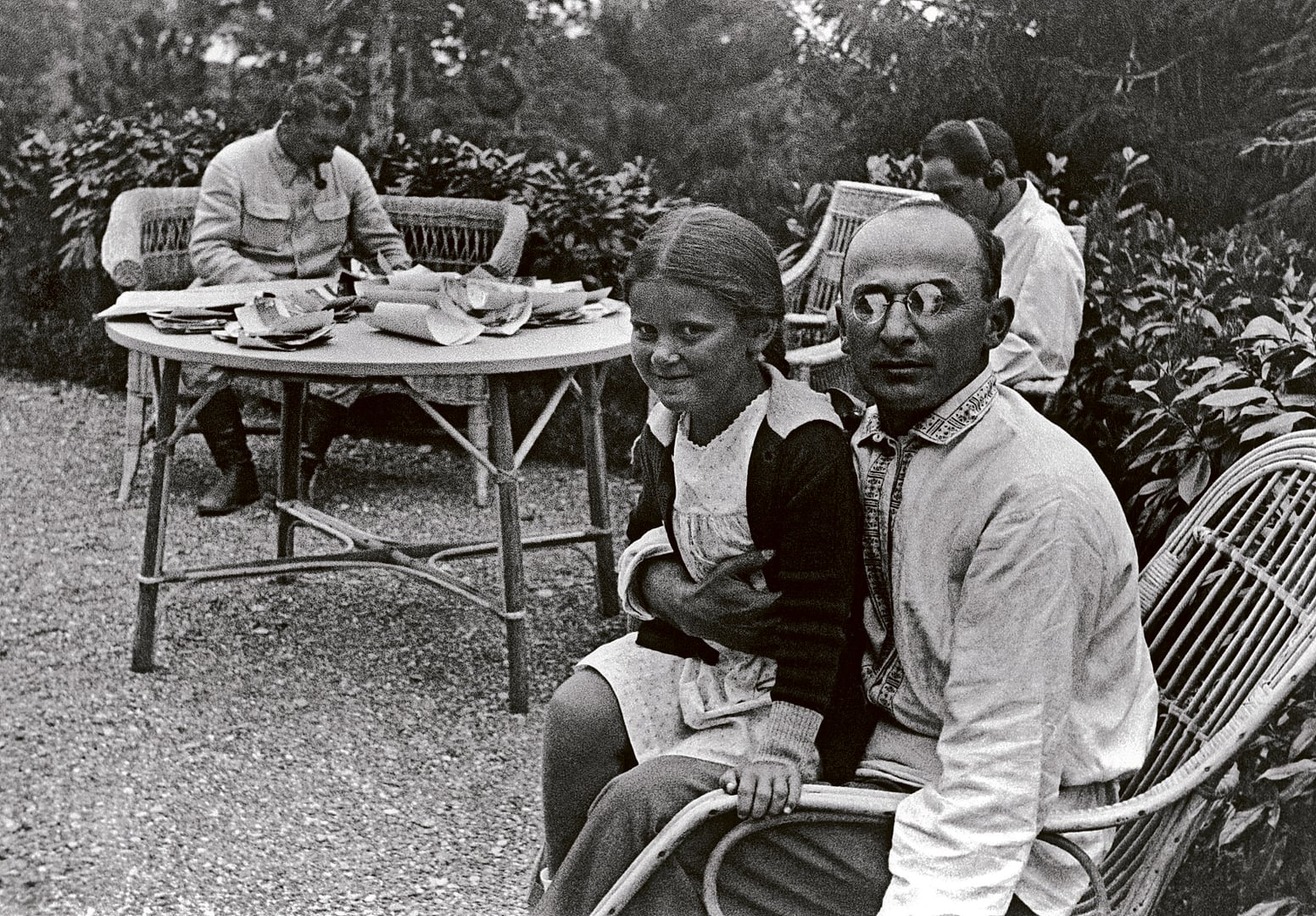
Берія, Сталін (на задньому плані) і дочка Сталіна — Світлана

Після XIX з'їзду партії за пропозицією Сталіна у складі Президії створена «керівна п'ятірка», куди увійшов і Берія. За спогадами Хрущова, «це була розумна людина, дуже кмітлива. Він швидко на все реагував». Після смерті Сталіна Берія зайняв провідне місце в радянській ієрархії, зосередивши з 5 березня 1953 у своїх руках посади 1-го заступника голови Ради міністрів СРСР; крім того, він особисто став на чолі нового Міністерства внутрішніх справ СРСР, створеного того ж дня шляхом об'єднання старого міністерства і Міністерства державної безпеки.
За його ініціативою в країні була оголошена 9 травня амністія, що звільнила 1,2 млн осіб, закрито декілька гучних справ (зокрема «справа лікарів»), закриті слідчі справи на 400 тисяч чоловік. Берія виступив за скорочення витрат на військові потреби, за заморожування дорогих будівництв (у тому числі Головний Туркменський канал, Волго-балтійський тощо). Берія домігся початку переговорів про перемир'я в Кореї, спробував відновити відносини з Югославією. Він виступав проти створення НДР, пропонуючи узяти курс на об'єднання Західної та Східної Німеччини в «миролюбну, буржуазну державу». Різко скоротив апарат державної безпеки за кордоном. Проводячи політику висунення національних кадрів, Берія розіслав у республіканські ЦК документи, де йшлося про хибну русифікаторську політику та незаконні репресії.

### Арешт і страта
26 червня 1953 Берію на засіданні Президії ЦК КПРС заарештували та звільнили з усіх посад. На Пленумі ЦК КПРС 2–7 липня 1953 виведений зі складу Президії і ЦК та виключений із партії. Розстріляний генералом П. Ф. Батицьким одразу після арешту. Існує також версія, що Берія був вбитий у своєму маєтку загоном спецпризначення (про це пише в своїх мемуарах Серго Берія, посилаючись на свідчення льотчика-героя Амет Хана Султана).
Влітку 1953 всі, хто мав підписку на Велику радянську енциклопедію, отримали свіжовіддруковані сторінки («Берингов пролив»), які вони мали самі вклеїти у 5-ий том замість сторінок 21–24, що містили статтю про Берію.
За помахом керуючої сили по СРСР прокотилися тавруючі чергового цапа-відбувайла засідання. 29–30 липня в Києві пройшов Пленум ЦК КПУ, присвячений розгляду рішень липневого пленуму ЦК КПРС «Про злочинні антипартійні і антидержавні дії Берія».
Звинувачений у багатьох злочинах, головні з яких були малоймовірні: шпигунство на користь Великої Британії, прагнення до «ліквідації радянського робітничо-селянського ладу, реставрації капіталізму та відновлення панування буржуазії». Постфактум у грудні 1953 року спеціальною судовою присутністю Верховного суду СРСР засуджений до страти. Матеріали суду досі не опубліковані й дослідники мають сумнів у їхньому існуванні.
Існує також альтернативна версія, згідно з якою Берія був убитий за наказом Микити Хрущова, який боявся, що Берія може захопити владу. Ця версія підтверджується тим, що Берія був убитий без суду і слідства, а його тіло було кремовано без дозволу родичів.

## Відмова в реабілітації
2000 року йому знову відмовили в реабілітації. Його дружину Ніна Теймуразівна Гегечкорі (1905—1991), науковий співробітник Сільськогосподарської академії імені К. А. Тімірязєва, 18 липня 1953 заарештували, а в листопаді 1954 відправили до адміністративного вислання. Син Берії — Серго Гегечкорі (1924—2000), у 1948—1953 рр. працював у конструкторському бюро № 1 при 3-му Головному управлінні Ради Міністрів СРСР. 26 червня 1953 заарештований і в листопаді 1954 висланий.